# Vodacom Cup 2007
Vodacom Cup 2007 – dziesiąta edycja Vodacom Cup, trzeciego poziomu rozgrywek w rugby union w Południowej Afryce.
W tym sezonie powrócono do systemu rozgrywek sprzed dwóch lat, toczyły się one zatem w pierwszej fazie w dwóch siedmiozespołowych grupach. Czołowe czwórki z każdej z grup awansowały następnie do fazy pucharowej złożonej z ćwierćfinałów, półfinałów i finału.
Po wyrównanym meczu finałowym trzeci tytuł w historii zdobył zespół Griquas dzięki przyłożeniu Zane’a Kirchnera w doliczonym czasie gry.
Najwięcej punktów w zawodach (128) zdobył Conrad Barnard, w klasyfikacji przyłożeń z siedmioma zwyciężył natomiast MJ Mentz.

## Faza grupowa

### Grupa północna
| 23 lutego 200718:00 | Griffons | 13:17(10:7) | Falcons | North West Stadium, Welkom Widzów: 250 Sędzia: Lesego Legoete |
| 23 lutego 200718:00 |          | 13:17(10:7) |         | North West Stadium, Welkom Widzów: 250 Sędzia: Lesego Legoete |

| 23 lutego 200719:00 | Griquas | 31:21(11:7) | Leopards | Absa Park, Kimberley Widzów: 300 Sędzia: Jaco Peyper |
| 23 lutego 200719:00 |         | 31:21(11:7) |          | Absa Park, Kimberley Widzów: 300 Sędzia: Jaco Peyper |

| 24 lutego 200717:00 | Pumas | 38:10(20:10) | Golden Lions | Atlantic Stadium, Witbank Widzów: 950 Sędzia: Marc Van Zyl |
| 24 lutego 200717:00 |       | 38:10(20:10) |              | Atlantic Stadium, Witbank Widzów: 950 Sędzia: Marc Van Zyl |

| 2 marca 200718:00 | Blue Bulls | 56:15(29:10) | Griffons | Loftus Versfeld Stadium, Pretoria Widzów: 1 051 Sędzia: Lesego Legoete |
| 2 marca 200718:00 |            | 56:15(29:10) |          | Loftus Versfeld Stadium, Pretoria Widzów: 1 051 Sędzia: Lesego Legoete |

| 3 marca 200716:00 | Leopards | 38:21(21:7) | Pumas | Fanie Du Toit Stadium, Potchefstroom Widzów: 1 000 Sędzia: Stuart Berry |
| 3 marca 200716:00 |          | 38:21(21:7) |       | Fanie Du Toit Stadium, Potchefstroom Widzów: 1 000 Sędzia: Stuart Berry |

| 3 marca 200716:00 | Falcons | 24:19(17:9) | Griquas | John Vorster Stadium, Nigel Widzów: 800 Sędzia: Jonathan Kaplan |
| 3 marca 200716:00 |         | 24:19(17:9) |         | John Vorster Stadium, Nigel Widzów: 800 Sędzia: Jonathan Kaplan |

| 9 marca 200716:00 | Griquas | 20:3(20:3) | Blue Bulls | Absa Park, Kimberley Widzów: 1 500 Sędzia: Leon van der Merwe |
| 9 marca 200716:00 |         | 20:3(20:3) |            | Absa Park, Kimberley Widzów: 1 500 Sędzia: Leon van der Merwe |

| 10 marca 200716:00 | Pumas | 29:23(21:7) | Falcons | Atlantic Stadium, Witbank Widzów: 500 Sędzia: Gareth Lloyd-Jones |
| 10 marca 200716:00 |       | 29:23(21:7) |         | Atlantic Stadium, Witbank Widzów: 500 Sędzia: Gareth Lloyd-Jones |

| 10 marca 200717:00 | Golden Lions | 27:25(13:15) | Leopards | Roodepoort Rugby Club, Roodepoort Widzów: 600 Sędzia: Jerome America |
| 10 marca 200717:00 |              | 27:25(13:15) |          | Roodepoort Rugby Club, Roodepoort Widzów: 600 Sędzia: Jerome America |

| 16 marca 200718:00 | Griffons | 19:54(12:13) | Griquas | North West Stadium, Welkom Widzów: 200 Sędzia: Jerome America |
| 16 marca 200718:00 |          | 19:54(12:13) |         | North West Stadium, Welkom Widzów: 200 Sędzia: Jerome America |

| 16 marca 200719:00 | Falcons | 40:30(23:6) | Golden Lions | Bosman Stadium, Brakpan Widzów: 800 Sędzia: Jaco Peyper |
| 16 marca 200719:00 |         | 40:30(23:6) |              | Bosman Stadium, Brakpan Widzów: 800 Sędzia: Jaco Peyper |

| 17 marca 200715:00 | Blue Bulls | 25:24(25:5) | Pumas | LC de Villiers Stadium, Pretoria Widzów: 1 500 Sędzia: Mtheleni Msileni |
| 17 marca 200715:00 |            | 25:24(25:5) |       | LC de Villiers Stadium, Pretoria Widzów: 1 500 Sędzia: Mtheleni Msileni |

| 23 marca 200719:10 | Pumas | 43:16(24:13) | Griffons | Atlantic Stadium, Witbank Widzów: 600 Sędzia: Sindile Mayende |
| 23 marca 200719:10 |       | 43:16(24:13) |          | Atlantic Stadium, Witbank Widzów: 600 Sędzia: Sindile Mayende |

| 24 marca 200716:00 | Leopards | 26:25(14:6) | Falcons | Olën Park, Potchefstroom Widzów: 1 000 Sędzia: Leon van der Merwe |
| 24 marca 200716:00 |          | 26:25(14:6) |         | Olën Park, Potchefstroom Widzów: 1 000 Sędzia: Leon van der Merwe |

| 24 marca 200717:00 | Golden Lions | 17:51(10:36) | Blue Bulls | Ellis Park, Johannesburg Widzów: 6 000 Sędzia: Jerome Fortuin |
| 24 marca 200717:00 |              | 17:51(10:36) |            | Ellis Park, Johannesburg Widzów: 6 000 Sędzia: Jerome Fortuin |

| 30 marca 200718:00 | Blue Bulls | 32:20(22:12) | Leopards | Eersterust Widzów: 250 Sędzia: Linston Manuels |
| 30 marca 200718:00 |            | 32:20(22:12) |          | Eersterust Widzów: 250 Sędzia: Linston Manuels |

| 31 marca 200714:30 | Griffons | 33:38(23:19) | Golden Lions | North West Stadium, Welkom Widzów: 300 Sędzia: Stuart Berry |
| 31 marca 200714:30 |          | 33:38(23:19) |              | North West Stadium, Welkom Widzów: 300 Sędzia: Stuart Berry |

| 31 marca 200716:00 | Griquas | 29:17(21:3) | Pumas | Jumbo Harris Stadium, Beeshoek Widzów: 2 000 Sędzia: Gareth Lloyd-Jones |
| 31 marca 200716:00 |         | 29:17(21:3) |       | Jumbo Harris Stadium, Beeshoek Widzów: 2 000 Sędzia: Gareth Lloyd-Jones |

| 13 kwietnia 200719:00 | Falcons | 8:17(5:14) | Blue Bulls | Bosman Stadium, Brakpan Widzów: 350 Sędzia: Deon van Blommestein |
| 13 kwietnia 200719:00 |         | 8:17(5:14) |            | Bosman Stadium, Brakpan Widzów: 350 Sędzia: Deon van Blommestein |

| 14 kwietnia 200715:00 | Golden Lions | 15:47(10:21) | Griquas | Wits Rugby Stadium, Johannesburg Widzów: 200 Sędzia: Mtheleni Msileni |
| 14 kwietnia 200715:00 |              | 15:47(10:21) |         | Wits Rugby Stadium, Johannesburg Widzów: 200 Sędzia: Mtheleni Msileni |

| 14 kwietnia 200717:00 | Leopards | 29:8(14:5) | Griffons | Fanie Du Toit Stadium, Potchefstroom Widzów: 500 Sędzia: Sindile Mayende |
| 14 kwietnia 200717:00 |          | 29:8(14:5) |          | Fanie Du Toit Stadium, Potchefstroom Widzów: 500 Sędzia: Sindile Mayende |

### Grupa południowa
| 23 lutego 200718:30 | Natal Wildebeest | 24:16(10:6) | Boland Cavaliers | ABSA Stadium, Durban Widzów: 200 Sędzia: Jerome Fortuin |
| 23 lutego 200718:30 |                  | 24:16(10:6) |                  | ABSA Stadium, Durban Widzów: 200 Sędzia: Jerome Fortuin |

| 23 lutego 200719:00 | Border Bulldogs | 15:23(10:3) | Free State Cheetahs | Absa Stadium, East London Widzów: 1 000 Sędzia: Philip Bosch |
| 23 lutego 200719:00 |                 | 15:23(10:3) |                     | Absa Stadium, East London Widzów: 1 000 Sędzia: Philip Bosch |

| 24 lutego 200715:00 | Mighty Elephants | 44:24(20:24) | SWD Eagles | Mickey Yili Stadium, Grahamstown Widzów: 450 Sędzia: Deon van Blommestein |
| 24 lutego 200715:00 |                  | 44:24(20:24) |            | Mickey Yili Stadium, Grahamstown Widzów: 450 Sędzia: Deon van Blommestein |

| 2 marca 200716:30 | Free State Cheetahs | 47:8(13:8) | Mighty Elephants | Vodacom Park, Bloemfontein Widzów: 2 000 Sędzia: Chris Healy |
| 2 marca 200716:30 |                     | 47:8(13:8) |                  | Vodacom Park, Bloemfontein Widzów: 2 000 Sędzia: Chris Healy |

| 3 marca 200715:00 | SWD Eagles | 25:16(3:5) | Natal Wildebeest | Outeniqua Park, George Widzów: 500 Sędzia: Gareth Lloyd-Jones |
| 3 marca 200715:00 |            | 25:16(3:5) |                  | Outeniqua Park, George Widzów: 500 Sędzia: Gareth Lloyd-Jones |

| 3 marca 200716:30 | Western Province | 51:21(25:0) | Border Bulldogs | Newlands Stadium, Kapsztad Widzów: 5 000 Sędzia: Sindile Mayende |
| 3 marca 200716:30 |                  | 51:21(25:0) |                 | Newlands Stadium, Kapsztad Widzów: 5 000 Sędzia: Sindile Mayende |

| 9 marca 200719:00 | Natal Wildebeest | 24:21(14:13) | Free State Cheetahs | Woodburn Stadium, Pietermaritzburg Widzów: 5 000 Sędzia: Linston Manuels |
| 9 marca 200719:00 |                  | 24:21(14:13) |                     | Woodburn Stadium, Pietermaritzburg Widzów: 5 000 Sędzia: Linston Manuels |

| 9 marca 200719:10 | Mighty Elephants | 5:46(0:13) | Western Province | EPRU Stadium, Port Elizabeth Widzów: 380 Sędzia: Jaco Peyper |
| 9 marca 200719:10 |                  | 5:46(0:13) |                  | EPRU Stadium, Port Elizabeth Widzów: 380 Sędzia: Jaco Peyper |

| 10 marca 200716:00 | Boland Cavaliers | 36:17(14:17) | SWD Eagles | King Edward Stadium, Montagu Widzów: 4 200 Sędzia: Deon van Blommestein |
| 10 marca 200716:00 |                  | 36:17(14:17) |            | King Edward Stadium, Montagu Widzów: 4 200 Sędzia: Deon van Blommestein |

| 16 marca 200719:10 | Border Bulldogs | 31:25(18:5) | Mighty Elephants | Absa Stadium, East London Widzów: 800 Sędzia: Linston Manuels |
| 16 marca 200719:10 |                 | 31:25(18:5) |                  | Absa Stadium, East London Widzów: 800 Sędzia: Linston Manuels |

| 17 marca 200714:50 | Free State Cheetahs | 27:36(10:9) | Boland Cavaliers | Vodacom Park, Bloemfontein Sędzia: Lesego Legoete |
| 17 marca 200714:50 |                     | 27:36(10:9) |                  | Vodacom Park, Bloemfontein Sędzia: Lesego Legoete |

| 17 marca 200717:00 | Western Province | 19:13(19:0) | Natal Wildebeest | Florida Park, Ravensmead Widzów: 500 Sędzia: Jerome Fortuin |
| 17 marca 200717:00 |                  | 19:13(19:0) |                  | Florida Park, Ravensmead Widzów: 500 Sędzia: Jerome Fortuin |

| 24 marca 200714:30 | Natal Wildebeest | 65:3(32:3) | Border Bulldogs | ABSA Stadium, Durban Widzów: 5 000 Sędzia: Marc Van Zyl |
| 24 marca 200714:30 |                  | 65:3(32:3) |                 | ABSA Stadium, Durban Widzów: 5 000 Sędzia: Marc Van Zyl |

| 24 marca 200716:00 | SWD Eagles | 24:30(10:23) | Free State Cheetahs | Riverville Stadium, Riversdale Widzów: 5 000 Sędzia: Chris Healy |
| 24 marca 200716:00 |            | 24:30(10:23) |                     | Riverville Stadium, Riversdale Widzów: 5 000 Sędzia: Chris Healy |

| 24 marca 200716:00 | Boland Cavaliers | 24:37(6:18) | Western Province | Boland Stadium, Wellington Widzów: 2 000 Sędzia: Philip Bosch |
| 24 marca 200716:00 |                  | 24:37(6:18) |                  | Boland Stadium, Wellington Widzów: 2 000 Sędzia: Philip Bosch |

| 30 marca 200719:00 | Border Bulldogs | 20:40(13:12) | Boland Cavaliers | Absa Stadium, East London Widzów: 800 Sędzia: Christie du Preez |
| 30 marca 200719:00 |                 | 20:40(13:12) |                  | Absa Stadium, East London Widzów: 800 Sędzia: Christie du Preez |

| 31 marca 200715:30 | Mighty Elephants | 45:0(17:0) | Natal Wildebeest | EPRU Stadium, Port Elizabeth Widzów: 1 000 Sędzia: Willie Roos |
| 31 marca 200715:30 |                  | 45:0(17:0) |                  | EPRU Stadium, Port Elizabeth Widzów: 1 000 Sędzia: Willie Roos |

| 31 marca 200716:00 | Western Province | 36:19(24:5) | SWD Eagles | Newlands Stadium, Kapsztad Widzów: 8 000 Sędzia: Jonathan Kaplan |
| 31 marca 200716:00 |                  | 36:19(24:5) |            | Newlands Stadium, Kapsztad Widzów: 8 000 Sędzia: Jonathan Kaplan |

| 13 kwietnia 200719:10 | SWD Eagles | 26:3(12:3) | Border Bulldogs | Outeniqua Park, George Widzów: 1 000 Sędzia: Jerome America |
| 13 kwietnia 200719:10 |            | 26:3(12:3) |                 | Outeniqua Park, George Widzów: 1 000 Sędzia: Jerome America |

| 14 kwietnia 200716:00 | Boland Cavaliers | 26:30(0:9) | Mighty Elephants | Boland Stadium, Wellington Widzów: 600 Sędzia: Marc Van Zyl |
| 14 kwietnia 200716:00 |                  | 26:30(0:9) |                  | Boland Stadium, Wellington Widzów: 600 Sędzia: Marc Van Zyl |

| 14 kwietnia 200716:00 | Free State Cheetahs | 18:25(18:18) | Western Province | Seisa Ramabodu Stadium, Bloemfontein Widzów: 1 000 Sędzia: Christie du Preez |
| 14 kwietnia 200716:00 |                     | 18:25(18:18) |                  | Seisa Ramabodu Stadium, Bloemfontein Widzów: 1 000 Sędzia: Christie du Preez |

## Faza pucharowa
|  |                     |                     |                  |                  |    |            |             |          |  |  |       |       |       |
|  | Ćwierćfinał         | Ćwierćfinał         | Ćwierćfinał      |                  |    | Półfinał   | Półfinał    | Półfinał |  |  | Finał | Finał | Finał |
|  | Ćwierćfinał         | Ćwierćfinał         | Ćwierćfinał      |                  |    | Półfinał   | Półfinał    | Półfinał |  |  | Finał | Finał | Finał |
|  | 21 kwietnia 2007    |                     |                  |                  |    |            |             |          |  |  |       |       |       |
|  |                     |                     |                  |                  |    |            |             |          |  |  |       |       |       |
|  | Griquas             | Griquas             | 53               |                  |    |            |             |          |  |  |       |       |       |
|  | Griquas             | Griquas             | 53               | 28 kwietnia 2007 |    |            |             |          |  |  |       |       |       |
|  | Mighty Elephants    | Mighty Elephants    | 19               |                  |    |            |             |          |  |  |       |       |       |
|  | Mighty Elephants    | Mighty Elephants    | 19               |                  |    | Griquas    | Griquas     | 46       |  |  |       |       |       |
|  | 20 kwietnia 2007    |                     |                  |                  |    | Griquas    | Griquas     | 46       |  |  |       |       |       |
|  |                     |                     | Pumas            | Pumas            | 26 |            |             |          |  |  |       |       |       |
|  | Free State Cheetahs | Free State Cheetahs | Pumas            | Pumas            | 26 | 30         |             |          |  |  |       |       |       |
|  | Free State Cheetahs | Free State Cheetahs |                  |                  |    | 30         | 4 maja 2007 |          |  |  |       |       |       |
|  | Pumas               | Pumas               | 33               |                  |    |            |             |          |  |  |       |       |       |
|  | Pumas               | Pumas               | 33               |                  |    | Griquas    | Griquas     | 33       |  |  |       |       |       |
|  | 20 kwietnia 2007    |                     |                  |                  |    | Griquas    | Griquas     | 33       |  |  |       |       |       |
|  |                     |                     | Blue Bulls       | Blue Bulls       | 29 |            |             |          |  |  |       |       |       |
|  | Blue Bulls          | Blue Bulls          | Blue Bulls       | Blue Bulls       | 29 | 43         |             |          |  |  |       |       |       |
|  | Blue Bulls          | Blue Bulls          | 27 kwietnia 2007 |                  |    | 43         |             |          |  |  |       |       |       |
|  | Boland Cavaliers    | Boland Cavaliers    | 27               |                  |    |            |             |          |  |  |       |       |       |
|  | Boland Cavaliers    | Boland Cavaliers    | 27               |                  |    | Blue Bulls | Blue Bulls  | 32       |  |  |       |       |       |
|  | 21 kwietnia 2007    |                     |                  |                  |    | Blue Bulls | Blue Bulls  | 32       |  |  |       |       |       |
|  |                     |                     | Leopards         | Leopards         | 25 |            |             |          |  |  |       |       |       |
|  | Western Province    | Western Province    | Leopards         | Leopards         | 25 | 14         |             |          |  |  |       |       |       |
|  | Western Province    | Western Province    |                  |                  |    |            |             |          |  |  |       |       |       |
|  | Leopards            | Leopards            | 30               |                  |    |            |             |          |  |  |       |       |       |
|  | Leopards            | Leopards            | 30               |                  |    |            |             |          |  |  |       |       |       |

| 21 kwietnia 200715:00 | Griquas | 53:19(39:5) | Mighty Elephants | Absa Park, Kimberley Sędzia: Jerome America |
| 21 kwietnia 200715:00 |         | 53:19(39:5) |                  | Absa Park, Kimberley Sędzia: Jerome America |

| 20 kwietnia 200717:30 | Free State Cheetahs | 30:33(20:14) | Pumas | Vodacom Park, Bloemfontein Widzów: 2 759 Sędzia: Marc Van Zyl |
| 20 kwietnia 200717:30 |                     | 30:33(20:14) |       | Vodacom Park, Bloemfontein Widzów: 2 759 Sędzia: Marc Van Zyl |

| 20 kwietnia 200718:00 | Blue Bulls | 43:27(21:20) | Boland Cavaliers | Loftus Versfeld Stadium, Pretoria Sędzia: Leon van der Merwe |
| 20 kwietnia 200718:00 |            | 43:27(21:20) |                  | Loftus Versfeld Stadium, Pretoria Sędzia: Leon van der Merwe |

| 21 kwietnia 200714:30 | Western Province | 14:30(7:23) | Leopards | Newlands Stadium, Kapsztad Sędzia: Mtheleni Msileni |
| 21 kwietnia 200714:30 |                  | 14:30(7:23) |          | Newlands Stadium, Kapsztad Sędzia: Mtheleni Msileni |

| 28 kwietnia 200715:00 | Griquas | 46:26(15:14) | Pumas | Absa Park, Kimberley Widzów: 2 000 Sędzia: Stuart Berry |
| 28 kwietnia 200715:00 |         | 46:26(15:14) |       | Absa Park, Kimberley Widzów: 2 000 Sędzia: Stuart Berry |

| 27 kwietnia 200716:00 | Blue Bulls | 32:25(14:22) | Leopards | Loftus Versfeld Stadium, Pretoria Widzów: 1 000 Sędzia: Sindile Mayende |
| 27 kwietnia 200716:00 |            | 32:25(14:22) |          | Loftus Versfeld Stadium, Pretoria Widzów: 1 000 Sędzia: Sindile Mayende |

| 4 maja 200715:30 | Griquas | 33:29(15:9) | Blue Bulls | Absa Park, Kimberley Widzów: 5 000 Sędzia: Jaco Peyper |
| 4 maja 200715:30 |         | 33:29(15:9) |            | Absa Park, Kimberley Widzów: 5 000 Sędzia: Jaco Peyper |